# ピシュ郡
ピシュ郡（ポーランド語: powiat piski）は、北ポーランドのヴァルミア＝マズールィ県にある地方自治体。1998年の地方行政区画再編の結果、1999年1月1日に誕生した。郡都で最大の町はピシュであり、県都であるオルシュティンの東88kmに位置する。この郡には他に3つの町が存在する。オジシュはピシュの北東24kmに、ルチャネ＝ニダはピシュの西17kmに、ビャワ＝ピスカはピシュの東18kmに位置する。
郡は1,776.17km2の面積がある。2006年の統計で、郡全体の人口が57,553人である。

## 近隣の郡
北部はギジツコ郡、東部はエウク郡とグライェヴォ郡、南部はコルノ郡とオストロウェンカ郡、西部はシュチトノ郡、北西部はムロンゴヴォ郡と接している。

## 下位自治体
郡は4つの下位自治体に分割される（すべて町）。なお、人口順に並べてある。
| 名称                   | 種類 | 面積（km2） | 人口（2006年） | 中心地         |
| ---------------------- | ---- | ----------- | -------------- | -------------- |
| グミナ・ピシュ         | 町   | 634.8       | 27,224         | ピシュ         |
| グミナ・ビャワ＝ピスカ | 町   | 420.1       | 12,135         | ビャワ＝ピスカ |
| グミナ・オジシュ       | 町   | 363.5       | 9,567          | オジシュ       |
| グミナ・ルチャネ＝ニダ | 町   | 357.7       | 8,627          | ルチャネ＝ニダ |

## 参照
- ポーランド公式人口2006